# Region Kanada (Little League Baseball World Series)
Die Region Kanada ist eine der acht internationalen Regionen, welche Teilnehmer an die Little League Baseball World Series, dem größten Baseball-Turnier für Jugendliche, entsendet. Die Region Kanada nimmt seit 1958 als eigenständige Region an diesem Turnier teil. 1952 und 1953 konnten sich zwei Mannschaften über die Regionen der Vereinigten Staaten für die Little League World Series qualifizieren.

## Teilnehmende Mannschaften

Teilnehmer der Region Kanada

An den Kanadischen Meisterschaften nehmen jeweils eine Mannschaft der angeschlossenen Regionen sowie zusätzlich eine Mannschaft der Gastgeber-Region teil. Die Regionen entsprechen bis auf eine den Kanadischen Provinzen.
- Region Atlantik ( Nova Scotia und  New Brunswick)
- Region  Alberta
- Region  British Columbia
- Region  Ontario
- Region  Québec
- Region  Saskatchewan

Die weiteren Provinzen Neufundland und Labrador, Manitoba und Prince Edward Island sowie die Territorien Nordwest-Territorien, Nunavut und Yukon stellen keine Mannschaften.

## Kanadische Meisterschaften

### Finalergebnisse
| Jahr | Austragungsort  | Gewinner                                 | Ergebnis   | Zweiter                                    |
| ---- | --------------- | ---------------------------------------- | ---------- | ------------------------------------------ |
| 1958 | n/a             | Valleyfield LL (Valleyfield)             | 17-9       | Glebe LL (Ottawa)                          |
| 1959 | n/a             | Valleyfield LL (Valleyfield)             | 8-2        | Legion LL (Brockville)                     |
| 1960 | n/a             | Parkdale Lions LL (Toronto)              | 10-0       | Kiwanis LL (Montreal)                      |
| 1961 | n/a             | Kiwanis East LL (Montreal)               | n/a        | Optimist LL (Stoney Creek)                 |
| 1962 | n/a             | Optimist LL (Stoney Creek)               | 18-6       | Valleyfield LL (Valleyfield)               |
| 1963 | n/a             | Valleyfield LL (Valleyfield)             | 6-1        | National LL (Fort William)                 |
| 1964 | n/a             | Valleyfield LL (Valleyfield)             | 4-3        | Optimist LL (Stoney Creek)                 |
| 1965 | Dundas          | Optimist LL (Stoney Creek)               | 4-0        | East Trail LL (Trail)                      |
| 1966 | Victoria        | Windsor Central LL (Windsor)             | 2-0        | Kelowna LL (Kelowna)                       |
| 1967 | Valleyfield     | East Trail LL (Trail)                    | 5-0        | Windsor East LL (Windsor)                  |
| 1968 | St. Laurent     | Sher-Lenn LL (Sherbrooke)                | 1-0        | Whalley LL (Surrey)                        |
| 1969 | Victoria        | Valleyfield LL (Valleyfield)             | 4-0        | Collingwood LL (Vancouver)                 |
| 1970 | Thunder Bay     | Valleyfield LL (Valleyfield)             | 2-0 (7)    | Norcrest LL (Lethbridge)                   |
| 1971 | St. Laurent     | Legion LL (Brockville)                   | 2-0        | Forest Hills LL (North Vancouver)          |
| 1972 | Edmonton        | South Canadian LL (Windsor)              | 6-5        | Jaycee LL (North Vancouver)                |
| 1973 | Saanich         | Whalley LL (Surrey)                      | 1-0        | Legion LL (Brockville)                     |
| 1974 | Mississauga     | Vic-West LL (Esquimalt)                  | 8-2        | Norcrest LL (Lethbridge)                   |
| 1975 | Calgary         | Port Arthur Continental LL (Thunder Bay) | 6-2        | Centennial LL (Calgary)                    |
| 1976 | Sherbrooke      | Trail LL (Trail)                         | 3-0        | Parkdale Lions LL (Toronto)                |
| 1977 | Surrey          | Norcrest LL (Lethbridge)                 | 3-1        | Whalley LL (Surrey)                        |
| 1978 | Windsor         | Whalley LL (Surrey)                      | 18-3       | Windsor North IOOG LL (Windsor)            |
| 1979 | Lethbridge      | Sher-Lenn LL (Sherbrooke)                | 8-1        | Lakeside LL (Lethbridge)                   |
| 1980 | Copper Cliff    | Trail LL (Trail)                         | 1-0        | Centennial LL (Calgary)                    |
| 1981 | Vancouver       | Trail LL (Trail)                         | 8-0        | Lancaster (Saint John)                     |
| 1982 | Boucherville    | Rotary LL (Rouyn)                        | 5-3        | Glace Bay LL (Glace Bay)                   |
| 1983 | Saint John      | Sher-Mont LL (Sherbrooke)                | 2-1        | Whalley LL (Surrey)                        |
| 1984 | Moose Jaw       | Coquitlam LL (Coquitlam)                 | 8-4        | Sandwich West Turtle Club LL (Windsor)     |
| 1985 | Brockville      | Glanbrook LL (Binbrook)                  | 3-1        | Trail LL (Trail)                           |
| 1986 | Noranda         | Valleyfield LL (Valleyfield)             | 5-1        | Pinecrest LL (Ottawa)                      |
| 1987 | Trail           | Glace Bay LL (Glace Bay)                 | 5-1        | Stuart Channel LL (Chemainus)              |
| 1988 | Glace Bay       | Glace Bay LL (Glace Bay)                 | 1-0        | Pinecrest LL (Ottawa)                      |
| 1989 | Edmonton        | High Park LL (Toronto)                   | 10-2       | Confederation Park (Lethbridge)            |
| 1990 | Stoney Creek    | Trail LL (Trail)                         | 9-6        | Confederation Park (Lethbridge)            |
| 1991 | Victoria        | Glace Bay LL (Glace Bay)                 | 6-0        | Optimist LL (Stoney Creek)                 |
| 1992 | Valleyfield     | Valleyfield LL (Valleyfield)             | 5-0        | Glace Bay LL (Glace Bay)                   |
| 1993 | Saint John      | Lynn Valley LL (North Vancouver)         | 2-1        | Valleyfield LL (Valleyfield)               |
| 1994 | Calgary         | Glace Bay LL (Glace Bay)                 | 4-0        | High Park LL (Toronto)                     |
| 1995 | Perth           | High Park LL (Toronto)                   | 5-1        | Glace Bay LL (Glace Bay)                   |
| 1996 | Prince George   | Kennedy-Surrey LL (Surrey)               | 5-0        | High Park LL (Toronto)                     |
| 1997 | Medicine Hat    | Whalley LL (Surrey)                      | 8-2        | High Park LL (Toronto)                     |
| 1998 | Glace Bay       | Langley LL (Langley)                     | 4-1        | Glace Bay LL (Glace Bay)                   |
| 1999 | Valleyfield     | Gordon Head LL (Victoria)                | 5-2        | Valleyfield LL (Valleyfield)               |
| 2000 | LaSalle         | High Park LL (Toronto)                   | 4-1        | Valleyfield LL (Valleyfield)               |
| 2001 | Vancouver       | Calgary West LL (Calgary)                | 5-3        | High Park LL (Toronto)                     |
| 2002 | Lethbridge      | North Regina LL (Regina)                 | 5-0        | Gloucester LL (Ottawa)                     |
| 2003 | Sydney          | Glace Bay LL (Glace Bay)                 | 2-0 (*)    | Moose Jaw LL (Moose Jaw)                   |
| 2004 | Brossard        | East Nepean LL (Ottawa)                  | 4-1        | N.D.G. Minor Baseball League LL (Montreal) |
| 2005 | Timmins         | Whalley LL (Surrey)                      | 6-1        | High Park LL (Toronto)                     |
| 2006 | Surrey          | Whalley LL (Surrey)                      | 10-0       | East Nepean LL (Ottawa)                    |
| 2007 | Regina          | White Rock South Surrey LL (White Rock)  | 14-4 (4)   | Calgary West LL (Calgary)                  |
| 2008 | Sydney Mines    | White Rock South Surrey LL (White Rock)  | 11-4       | Glace Bay LL (Glace Bay)                   |
| 2009 | Val-d’Or        | Hastings Community LL (Vancouver)        | 9-2        | Turtle Club LL (LaSalle)                   |
| 2010 | Ancaster        | Little Mountain (Vancouver)              | 13-1 (4)   | Ancaster LL (Ancaster)                     |
| 2011 | North Vancouver | Langley (Langley)                        | 11-0 (4)   | Valleyfield LL (Valleyfield)               |
| 2012 | Edmonton        | Hastings Community (Vancouver)           | 11-1 (4)   | Southwest LL (Lethbridge)                  |
| 2013 | Glace Bay       | East Nepean LL (Ottawa)                  | 5-1        | White Rock South Surrey LL (White Rock)    |
| 2014 | Valleyfield     | South Vancouver LL (Vancouver)           | 4-1        | High Park LL (Toronto)                     |
| 2015 | Ottawa          | White Rock South Surrey LL (White Rock)  | 16-0 (F/5) | East Nepean LL (Ottawa)                    |
| 2016 | Vancouver       | Hastings Community LL (Vancouver)        | 1-0        | Whalley LL (Surrey)                        |
| 2017 | Medicine Hat    | White Rock South Surrey LL (Surrey)      | 12-5       | Diamond Baseball Academy LL (Mirabel)      |
| 2018 | Mirabel         | Whalley LL (Surrey)                      | 11:0       | Glace Bay LL (Glace Bay)                   |

### Mannschaften mit den meisten Titeln
| Mannschaft                 | Stadt                    | Anzahl Titel | Jahre                                          |
| -------------------------- | ------------------------ | ------------ | ---------------------------------------------- |
| Valleyfield LL             | Salaberry-de-Valleyfield | 8            | 1958, 1959, 1963, 1964, 1969, 1970, 1986, 1992 |
| Whalley LL                 | Surrey                   | 6            | 1973, 1978, 1997, 2005, 2006, 2018             |
| Trail LL                   | Trail                    | 5            | 1967, 1976, 1980, 1981, 1990                   |
| Glace Bay LL               | Glace Bay                | 5            | 1987, 1988, 1991, 1994, 2003                   |
| White Rock South Surrey LL | White Rock               | 4            | 2007, 2008, 2015, 2017                         |
| High Park LL               | Toronto                  | 3            | 1989, 1995, 2000                               |

### Provinz mit den meisten Titeln
| Provinz          | Erste Teilnahme | Anzahl Teilnahmen | Anzahl Meisterschaften | Anzahl Zweite Plätze |
| ---------------- | --------------- | ----------------- | ---------------------- | -------------------- |
| British Columbia | 1965            | 54                | 27                     | 12                   |
| Québec           | 1958            | 56                | 13                     | 8                    |
| Ontario          | 1958            | 58                | 13                     | 22                   |
| Nova Scotia      | 1968            | 32                | 5                      | 5                    |
| Alberta          | 1966            | 41                | 2                      | 10                   |
| Saskatchewan     | 1967            | 14                | 1                      | 1                    |
| New Brunswick    | 1978            | 11                | 0                      | 1                    |

## Kanada an den Little League World Series

### Teilnahmen
| Jahr | Mannschaft                                                              | Stadt                                                                   | LLWS Region                                                             | Ergebnis an LLWS                                                        | W–L                                                                     |
| ---- | ----------------------------------------------------------------------- | ----------------------------------------------------------------------- | ----------------------------------------------------------------------- | ----------------------------------------------------------------------- | ----------------------------------------------------------------------- |
| 1952 | Montreal                                                                | Montreal                                                                | Region 1                                                                | Viertelfinale                                                           | 0–1                                                                     |
| 1953 | Jaycee National                                                         | Vancouver                                                               | Region 8                                                                | Viertelfinale                                                           | 0–1                                                                     |
| 1958 | Valleyfield                                                             | Salaberry-de-Valleyfield                                                | Kanada                                                                  | Viertelfinale                                                           | 0–1                                                                     |
| 1959 | Valleyfield                                                             | Salaberry-de-Valleyfield                                                | Kanada                                                                  | Viertelfinale                                                           | 0–1                                                                     |
| 1960 | Toronto                                                                 | Toronto                                                                 | Kanada                                                                  | 8. Platz                                                                | 0–3                                                                     |
| 1961 | Kiwanis-East                                                            | Montreal                                                                | Kanada                                                                  | 7. Platz                                                                | 1–2                                                                     |
| 1962 | Stoney Creek                                                            | Stoney Creek                                                            | Kanada                                                                  | 8. Platz                                                                | 0–3                                                                     |
| 1963 | Valleyfield                                                             | Salaberry-de-Valleyfield                                                | Kanada                                                                  | 7. Platz                                                                | 0–2                                                                     |
| 1964 | Valleyfield                                                             | Salaberry-de-Valleyfield                                                | Kanada                                                                  | 6. Platz                                                                | 1–2                                                                     |
| 1965 | Stoney Creek                                                            | Stoney Creek                                                            | Kanada                                                                  | 2. Platz                                                                | 2–1                                                                     |
| 1966 | Windsor                                                                 | Windsor                                                                 | Kanada                                                                  | 8. Platz                                                                | 0–3                                                                     |
| 1967 | East Trail                                                              | Trail                                                                   | Kanada                                                                  | 7. Platz (geteilt)                                                      | 0–2                                                                     |
| 1968 | Sherbrooke-Lennoxville                                                  | Sherbrooke                                                              | Kanada                                                                  | 4. Platz                                                                | 1–2                                                                     |
| 1969 | Valleyfield                                                             | Salaberry-de-Valleyfield                                                | Kanada                                                                  | 7. Platz                                                                | 1–2                                                                     |
| 1970 | Valleyfield                                                             | Salaberry-de-Valleyfield                                                | Kanada                                                                  | 8. Platz                                                                | 0–3                                                                     |
| 1971 | Brockville                                                              | Brockville                                                              | Kanada                                                                  | 7. Platz                                                                | 1–2                                                                     |
| 1972 | Windsor                                                                 | Windsor                                                                 | Kanada                                                                  | 6. Platz                                                                | 1–2                                                                     |
| 1973 | Whalley                                                                 | Surrey                                                                  | Kanada                                                                  | 5. Platz                                                                | 2–1                                                                     |
| 1974 | Esquimalt-West                                                          | Victoria                                                                | Kanada                                                                  | 7. Platz                                                                | 1–2                                                                     |
| 1975 | Kein Teilnehmer, Internationale Teams wurden vom Turnier ausgeschlossen | Kein Teilnehmer, Internationale Teams wurden vom Turnier ausgeschlossen | Kein Teilnehmer, Internationale Teams wurden vom Turnier ausgeschlossen | Kein Teilnehmer, Internationale Teams wurden vom Turnier ausgeschlossen | Kein Teilnehmer, Internationale Teams wurden vom Turnier ausgeschlossen |
| 1976 | Trail                                                                   | Trail                                                                   | Kanada                                                                  | 7. Platz                                                                | 1–2                                                                     |
| 1977 | Norcrest                                                                | Lethbridge                                                              | Kanada                                                                  | 8. Platz                                                                | 0–3                                                                     |
| 1978 | Whalley                                                                 | Surrey                                                                  | Kanada                                                                  | 5. Platz                                                                | 2–1                                                                     |
| 1979 | Sherbrooke-Lennoxville                                                  | Sherbrooke                                                              | Kanada                                                                  | 6. Platz                                                                | 1–2                                                                     |
| 1980 | Trail                                                                   | Trail                                                                   | Kanada                                                                  | 4. Platz                                                                | 1–2                                                                     |
| 1981 | Trail                                                                   | Trail                                                                   | Kanada                                                                  | 4. Platz                                                                | 1–2                                                                     |
| 1982 | Rouyn                                                                   | Rouyn                                                                   | Kanada                                                                  | 4. Platz                                                                | 1–2                                                                     |
| 1983 | Sherbrooke-Fleurimont                                                   | Sherbrooke                                                              | Kanada                                                                  | 8. Platz                                                                | 0–3                                                                     |
| 1984 | Coquitlam                                                               | Coquitlam                                                               | Kanada                                                                  | 4. Platz                                                                | 1–2                                                                     |
| 1985 | Binbrook                                                                | Binbrook                                                                | Kanada                                                                  | 4. Platz                                                                | 1–2                                                                     |
| 1986 | Valleyfield                                                             | Salaberry-de-Valleyfield                                                | Kanada                                                                  | 6. Platz                                                                | 1–2                                                                     |
| 1987 | Glace Bay                                                               | Glace Bay                                                               | Kanada                                                                  | 5. Platz (geteilt)                                                      | 1–1                                                                     |
| 1988 | Glace Bay                                                               | Glace Bay                                                               | Kanada                                                                  | 4. Platz                                                                | 1–2                                                                     |
| 1989 | High Park                                                               | Toronto                                                                 | Kanada                                                                  | 8. Platz                                                                | 0–3                                                                     |
| 1990 | Trail                                                                   | Trail                                                                   | Kanada                                                                  | 3. Platz                                                                | 2–1                                                                     |
| 1991 | Glace Bay                                                               | Glace Bay                                                               | Kanada                                                                  | 4. Platz                                                                | 1–2                                                                     |
| 1992 | Valleyfield                                                             | Salaberry-de-Valleyfield                                                | Kanada                                                                  | Gruppenphase                                                            | 1–2                                                                     |
| 1993 | Lynn Valley                                                             | North Vancouver                                                         | Kanada                                                                  | Gruppenphase                                                            | 1–2                                                                     |
| 1994 | Glace Bay                                                               | Glace Bay                                                               | Kanada                                                                  | Gruppenphase                                                            | 0–3                                                                     |
| 1995 | High Park                                                               | Toronto                                                                 | Kanada                                                                  | Gruppenphase                                                            | 0–3                                                                     |
| 1996 | Kennedy                                                                 | Surrey                                                                  | Kanada                                                                  | Gruppenphase                                                            | 1–2                                                                     |
| 1997 | Whalley                                                                 | Surrey                                                                  | Kanada                                                                  | Gruppenphase                                                            | 0–3                                                                     |
| 1998 | Langley                                                                 | Langley                                                                 | Kanada                                                                  | 3. Platz (geteilt)                                                      | 3–1                                                                     |
| 1999 | Gordon Head                                                             | Victoria                                                                | Kanada                                                                  | Gruppenphase                                                            | 1–2                                                                     |
| 2000 | High Park                                                               | Toronto                                                                 | Kanada                                                                  | Gruppenphase                                                            | 0–3                                                                     |
| 2001 | Calgary West                                                            | Calgary                                                                 | Kanada                                                                  | Gruppenphase                                                            | 1–2                                                                     |
| 2002 | North Regina                                                            | Regina                                                                  | Kanada                                                                  | Gruppenphase                                                            | 0–3                                                                     |
| 2003 | Glace Bay                                                               | Glace Bay                                                               | Kanada                                                                  | Gruppenphase                                                            | 0–3                                                                     |
| 2004 | East Nepean                                                             | Nepean                                                                  | Kanada                                                                  | Gruppenphase                                                            | 1–2                                                                     |
| 2005 | Whalley                                                                 | Surrey                                                                  | Kanada                                                                  | Int. Halbfinale                                                         | 2–2                                                                     |
| 2006 | Whalley                                                                 | Surrey                                                                  | Kanada                                                                  | Gruppenphase                                                            | 1–2                                                                     |
| 2007 | White Rock-South Surrey                                                 | White Rock                                                              | Kanada                                                                  | Gruppenphase                                                            | 1–2                                                                     |
| 2008 | White Rock-South Surrey                                                 | White Rock                                                              | Kanada                                                                  | Gruppenphase                                                            | 1–2                                                                     |
| 2009 | Hastings Community                                                      | Vancouver                                                               | Kanada                                                                  | Gruppenphase                                                            | 1–2                                                                     |
| 2010 | Little Mountain                                                         | Vancouver                                                               | Kanada                                                                  | Gruppenphase                                                            | 1–2                                                                     |
| 2011 | Langley                                                                 | Langley                                                                 | Kanada                                                                  | Runde 3                                                                 | 2–2                                                                     |
| 2012 | Hastings Community                                                      | Vancouver                                                               | Kanada                                                                  | Runde 2                                                                 | 1–2                                                                     |
| 2013 | East Nepean LL                                                          | Nepean                                                                  | Kanada                                                                  | Runde 2                                                                 | 1–2                                                                     |
| 2014 | South Vancouver LL                                                      | Vancouver                                                               | Kanada                                                                  | Runde 1                                                                 | 0–3                                                                     |
| 2015 | White Rock South Surrey LL                                              | White Rock                                                              | Kanada                                                                  | Runde 1                                                                 | 0–3                                                                     |
| 2016 | Hastings Community LL                                                   | Vancouver                                                               | Kanada                                                                  | Runde 2                                                                 | 1–2                                                                     |
| 2017 | White Rock South Surrey LL                                              | White Rock                                                              | Kanada                                                                  | Internationale Halbfinale                                               | 2-2                                                                     |
| 2018 | Whalley                                                                 | Surrey                                                                  | Kanada                                                                  | Runde 3                                                                 | 2–2                                                                     |

### Ergebnisse nach Provinz
| Provinz          | Erste Teilnahme | Anzahl Teilnahmen | W-L an den LLWS | %    |
| ---------------- | --------------- | ----------------- | --------------- | ---- |
| British Columbia | 1953            | 26                | 31–51           | .378 |
| Québec           | 1952            | 14                | 8–27            | .229 |
| Ontario          | 1960            | 12                | 7–29            | .179 |
| Nova Scotia      | 1987            | 5                 | 3–11            | .214 |
| Alberta          | 1977            | 2                 | 1–5             | .167 |
| Saskatchewan     | 2002            | 1                 | 0–3             | .000 |
| New Brunswick    | –               | –                 | 0–0             | –    |
| Total            |                 | 62                | 50–126          | .284 |

 Stand nach den Little League World Series 2018